# Syrphus demeijerei
Syrphus demeijerei är en tvåvingeart som beskrevs av Charles Howard Curran 1947. Syrphus demeijerei ingår i släktet solblomflugor, och familjen blomflugor. Inga underarter finns listade i Catalogue of Life.